# NGC 3013
NGC 3013 este o galaxie LINER situată în constelația Leul Mic. A fost descoperită în 18 martie 1874 de către Lawrence Parsons.